# Walia na Igrzyskach Imperium Brytyjskiego 1950
Reprezentacja Walii na IV Igrzyskach Imperium Brytyjskiego w Auckland liczyła trzech sportowców, wyłącznie mężczyzn, startujących w trzech z dziewięciu dyscyplin sportowych. Był to czwarty start walijskiej reprezentacji na igrzyskach. Zdobyła ona jeden medal, co jest najsłabszym rezultatem Walii na igrzyskach Wspólnoty Narodów w historii.

## Medale
| Dyscyplina | Złoto | Srebro | Brąz | Razem |
| ---------- | ----- | ------ | ---- | ----- |
| pływanie   | -     | 1      | -    | 1     |
| Razem      | 0     | 1      | 0    | 1     |

## Reprezentanci
Kolarstwo
- M.T. Campbell - wyścig szosowy mężczyzn (5. miejsce), scratch na 10 mil (wynik nieznany), jazda indywidualna na czas 4000 m (5. miejsce)

 Lekkoatletyka
- Thomas Richards - maraton mężczyzn (5. miejsce)

 Pływanie
- William Brockway - 110 jardów stylem grzbietowym mężczyzn (2. miejsce)